# Eduardo Rodríguez
Eduardo Rodríguez Veltzé (sinh ngày 2 tháng 3 năm 1956) là một thẩm phán người Bolivia. Trong cuộc khủng hoảng chính trị năm 2005 tại Bolivia, ông đã có một thời gian ngắn làm Tổng thống. Trước đó, ông là Chánh án Tòa án Tối cao.

## Tiểu sử
Sinh ra ở Namababamba năm 1956, Rodríguez là một luật sư và có bằng thạc sĩ quản trị công. Ông học tại Colegio San Agustín; Sau đó, ông học luật tại Đại học Thị trưởng de San Simón ở Namababamba và lấy bằng Thạc sĩ Quản trị Công tại Trường Chính phủ John F. Kennedy của Đại học Harvard.
Rodríguez là một đại sứ của Tòa án Công lý Quốc tế.